# Onthophagus monochromus
Onthophagus monochromus là một loài bọ cánh cứng trong họ Bọ hung (Scarabaeidae).